# Aurelia Cotta
Aurelia Cotta (n. 119 î.Hr., Roma Antică – d. 54 î.Hr.) a fost mama lui Iulius Cezar și străbunica lui Augustus. Aurelia a fost fiica Rutiliei și fie a lui Lucius Aurelius Cotta, fie a lui Marcus Aurelius Cotta.